# Battaglia di Tiffauges
La battaglia di Tiffauges (o battaglia di Torfou) venne combattuta il 18 settembre 1793 durante le Guerre di Vandea e per la prima volta i vandeani si scontrarono con un grande esercito di truppe regolari.

## Svolgimento della battaglia
Gli eserciti vandeani provenienti da Cholet si incontrarono la sera del 17 settembre tra la campagna di Torfou, le cui fattorie e i suoi raccolti erano stati dati alle fiamme, si accamparono lì per la notte e la sera l'abate Bernier celebrò Messa alla luce delle torce e benedisse 20 000 uomini.
Il giorno dopo verso le nove del mattino, François Charette, il più avanzato di tutto l'esercito vandeano si dispose su un lato di Tiffauges e diede inizio all'attacco: caricò con i suoi cavalieri e la fanteria al seguito penetrando le linee nemiche, ma presto si fecero prendere dal panico, perché per i vandeani era la prima volta che affrontavano l'esercito repubblicano in campo aperto. Charette riuscì a non fare ritirare i suoi, ma Kléber si lancia all'attacco accerchiando Torfou e costringendo l'esercito vandeano ad ritirarsi verso Tiffauges. In quella difficile situazione, le donne della città, che fino a quel momento stavano pregando per i loro mariti, imbracciarono le armi contro i repubblicani. Nel frattempo si lanciarono all'attacco anche gli altri capi vandeani, e giunse in rinforzo dei repubblicani 15 000 uomini di ritorno dall'assedio di Magonza i "Mayençains".
Cominciarono anche a sparare con l'artiglieria da entrambe le parti, Kléber rimase ferito alla spalla ma continuò a sostenere i suoi uomini, la situazione era in stallo, fu Lescure che diede una svolta alla battaglia, urlò: "Ci sono 400 uomini abbastanza coraggiosi da venire a perire con me?" - "Sì, signor marchese!" risposero 270 vandeani e con questo gruppetto di uomini si lanciò alla carica dei Mayençais, i quali non si aspettavano un attacco del genere e cominciarono a ritirarsi, l'esercito di d'Elbée però li fermò e li mando in rotta. Ormai i vandeani avevano preso il controllo della situazione, ed avevano completamente accerchiato le file repubblicane, prese dal panico. Kléber, nonostante coraggiosamente scelse di non abbandonare i suoi uomini pur essendo ferito, alla fine fu costretto a ritirarsi.